# Echegárate
Echegárate (en euskera Etzegarate) es un puerto que une la comarca guipuzcoana del Goierri con el valle de la Barranca en Navarra. Se trata de un importante paso montañoso, pues por este discurre la carretera A-1/N-I. La subida al collado se inicia en Idiazábal y finaliza en Alsasua. Por Etzegarate también pasa la línea de ferrocarril Madrid-Irún.

## Toponimia
Con la ayuda del Ayuntamiento de Idiazábal, Antonio Berasategi Lardizabal realizó un informe detallado sobre la denominación del puerto. La mención más antigua es de 1208: Eiçagaratea (usando el sistema de ortografía actual, Eitzagaratea). El siguiente testimonio data de 1406, cuando se ve el primer cambio de nombre, pues ya aparece sin artículo final: Eyçagarate (Eitzagarate). La variante Itzagarate también aparece referenciada en el mismo siglo. Desde entonces, la variante Itzagarate se ha vuelto predominante, y en el siglo XVII las citas de Itzagarate son más numerosas que las de Eitzagarate. XVIII. En el siglo XVI aparece una tercera variante: Etzegarate.
En el siglo XIX, el ensanchamiento del camino que lo atraviesa hizo que el nombre del puerto fuera más utilizado y popular, y son muchas las referencias, no sólo al Archivo Municipal de Idiazábal, sino también a la prensa y los libros. Dado que no existe un símbolo que represente el fonema vasco <tz> en español, este nombre aparece escrito en este idioma en más de una forma: Ecegarate, Echegarate, Etcegarate, Etsegarate, Ecegarate, Esegarato y Ezegarate.
El quid de la cuestión radica en la incapacidad de expresar el sonido que escribimos en español <tz> en euskera. Dado que los documentos están en español y no existe una forma estándar de escribir este sonido en español, ha habido caos en torno al nombre. Es bien sabido que a lo largo de la historia, en el sur del País Vasco, se han utilizado principalmente tc, tz o ç (y, más raramente, s, ts, z y ch), sin ningún uso sistemático. En los planos del nuevo camino construido en el siglo XVI se eligió la escritura Echegarate, no sabemos cómo y por qué, quizás por ser la casa en la base del nombre. Posteriormente, el Echegarate oficial pasó a ser Etxegarate, cambiado a ch>tx. Sin embargo, llama la atención que Etzegarate se publicó en el diario La Constancia, editado en San Sebastián en 1907.
Los vascos de la zona (Idiazábal, Cegama y Atáun) llaman al collado Etzeaate, Etzeate, aunque el nombre oficial fuera Etxegarate. Como suele ser el caso, Etxegarate es cada vez más popular entre los jóvenes, debido a su carácter oficial y su uso en los medios de comunicación.
En vista de lo anterior, el Comité de Onomástica de Euskaltzaindia aprobó por unanimidad en 2014 que Etzegarate sea el nombre del euskera batúa.